# 地子
地子（じし/ちし）とは、日本の古代・中世から近世にかけて、領主が田地・畠地・山林・塩田・屋敷地などへ賦課した地代を指す。賦課した地目に応じて田地子・畠地子・塩浜地子・林地子・屋地子などと呼ばれた。元々、地子は生産物地代の性格を持ち、その土地の生産物が地子として納入されていたが、中世後期ごろから貨幣経済が進展していくと、貨幣による地子の納入が増加していった。そのため、米（稲）で納入する地子を地子米（地子稲）といい、銭で納入する地子を地子銭といって区別した。

## 古代
8世紀初頭に成立した律令制のもとでは、公田のうち口分田を班給した後に余った乗田を国衙が百姓らに貸し付けて、収穫物の2割を納入させる賃租の規定があった（「田令公田条）。このとき、納入させた2割の収穫物を地子または地子稲（じしとう）と呼んだ。地子稲収入は畿内・伊賀国では正税の補充に、大宰府管内諸国では対馬国・多禰国（後に廃止）の公廨の補充に、陸奥国・出羽国では兵士の兵糧や蝦夷への狄禄の補充に充てられ、他の令制国では中央に近い諸国や沿岸諸国では舂米の形で、それ以外の国々では地子交易を行って軽貨の形で太政官厨家に納入されることが定められていた。
なお賃租は、国衙だけでなく、初期荘園を経営する大寺社なども行っていた。初期荘園は賃租に伴う地子収入によって経営されていた。

## 中世
9世紀から10世紀ごろにかけて、富豪百姓らによる私領（私営田）の形成が進んでいった。私領も国家租税である官物の賦課対象であったが、領主は、私領から私的な得分を収取することについて国衙の承認を受けており、地子の語はこの私的得分を指すようになった。
さらに11世紀から12世紀にかけて荘園制または荘園公領制が成立すると、それまで国家租税とされていた官物の収取権が、荘園領主へ移譲されていき、官物は年貢へと変質した。年貢は、官物、ひいては田租に由来しており、荘園租税体系の中心に位置する税目であり、現地の下級荘園領主（開発領主や荘官など）が上級領主へ納入すべき税目であった。かりに年貢しか徴収しないとすると、現地の下級領主の得分は何も存在しないことになる。そのため、下級領主たちは自らの得分とすべく、様々な名目で地代を荘民から収取するようになった。これが中世における地子である。地子は加地子と呼ばれることもあった。中には、本年貢の数倍に及ぶ地子を収取する領主が存在したことも、記録に残っている。
中世の中期（鎌倉時代中期・後期）ごろから、商品流通の活発化とそれに伴う貨幣経済の進展が次第に顕著となっていくと、地子を貨幣で納入する事例が増えていった。これを地子銭という。地子銭の納入は決して多くはなく、一部の都市（京）などにとどまっていたが、中世末期の戦国時代ごろになると、農村部でも銭貨による地子納入の事例が見られるようになった。近世の畑年貢に相当し、麦の生産期である6月に納めていた夏地子も銭納とする場合が増えた。

## 近世
豊臣秀吉の太閤検地によって、中間得分の収取が否定された。これは、中世的な地子が廃止されたことを意味する。以後、近世には田地へ賦課される地子は見られなくなった。ただし、都市域において屋敷地に賦課される地代が地子と呼ばれるようになった。都市では貨幣経済が定着していたため、地子は銭貨で納入されるのが一般的であり、地子銭と呼ばれた。
明治になり、近代税制が確立すると地子は姿を消した。明治以降でも、地主が小作から収取する地代は地子的性格を有していたが、これは小作料と称された。

## その他
外国原産のインコなどで、日本国内で生まれた個体を地子、地仔（じご）という。漢字は地子（じし）と一緒だが、読みが違う。